# 鈴木里卡爾多
鈴木里卡爾多（日语：鈴木 リカルド，2000年4月27日—）是一名日本男子跆拳道運動員，目前就讀於大東文化大學。他的父親是日本人，母親為玻利維亞人，他在兄弟三人當中排行最小，二哥鈴木塞吉歐也是跆拳道運動員。從小在玻利維亞長大，十歲時開始接觸跆拳道運動，大學時期來到日本的大東文化大學就讀。2019年，他獲得全日本跆拳道錦標賽男子68公斤級亞軍，並參加了2019年夏季世界大學運動會。隔年於奧運會選拔賽上獲得男子68公斤級冠軍，正式成為奧運會日本代表選手，且在兩週後得到生涯首座全日本跆拳道錦標賽冠軍。

## 外部連結
- TaekwondoData.com （页面存档备份，存于）